# 卡尼斯特罗
卡尼斯特罗（義大利語：Canistro），是意大利阿奎拉省的一个市镇。总面积15.78平方公里，人口1054人，人口密度66.8人/平方公里（2009年）。ISTAT代码为066017。